# Lalung La
Lalung La (auch Lachalung La) ist ein tibetischer Gebirgspass. Über die Passhöhe, die sich in 5050 m Höhe befindet, führt die Verbindungsstraße von der nepalesischen Hauptstadt Kathmandu in die tibetische Hauptstadt Lhasa. Südlich des Passes liegt der Ort Nyalam, östlich der Ort Gutsuo. Die Passhöhe bietet einen Ausblick auf die Achttausender Cho Oyu und Shishapangma.